# Laurence Olivier Awards 1988
Die 13. Laurence Olivier Awards 1988 wurden von der Society of London Theatre vergeben, um herausragende Theater- und Musicalproduktionen zu würdigen. Ausgezeichnet wurden Produktionen der Theatersaison 1987/88.

## Hintergrund
Der Laurence Olivier Award (auch Olivier Award) ist ein seit 1976 jährlich vergebener britischer Theater- und Musicalpreis. Er gilt als höchste Auszeichnung im britischen Theater und ist vergleichbar mit dem Tony Award am amerikanischen Broadway. Verliehen wird die Auszeichnung von der Society of London Theatre. Ausgezeichnet werden herausragende Darsteller und Produktionen einer Theatersaison, die im Londoner West End zu sehen waren. Die Auszeichnungen hießen zunächst Society of West End Theatre Awards und wurden 1985 zu Ehren des renommierten britischen Schauspielers Laurence Olivier in Laurence Olivier Awards umbenannt. Die Nominierten und Gewinner der Laurence Olivier Awards „werden jedes Jahr von einer Gruppe angesehener Theaterfachleute, Theaterkoryphäen und Mitgliedern des Publikums ausgewählt, die wegen ihrer Leidenschaft für das Londoner Theater“ bekannt sind.

## Gewinner und Nominierte
| Bestes neues Theaterstück | Bestes neues Musical |
| --- | --- |
| - Our Country’s Good von Timberlake Wertenbaker – Royal Court Theatre - A Walk in the Woods von Lee Blessing – Comedy Theatre - Mrs. Klein von Nicholas Wright – National Theatre Cottesloe / Apollo Theatre - The Secret Rapture von David Hare – National Theatre Lyttelton | - Candide – Old Vic Theatre - Babes in Arms – Regent’s Park Open Air - Blood Brothers – Albery Theatre - The Wizard of Oz – Royal Shakespeare Company im Barbican Centre |
| Beste neue Comedy | |
| - Shirley Valentine von Willy Russell – Vaudeville Theatre - Henceforward von Alan Ayckbourn – Vaudeville Theatre - Separation von Tom Kempinski – Comedy Theatre - The Common Pursuit von Simon Gray – Phoenix Theatre | |
| Darsteller des Jahres in einer Wiederaufnahme | Darstellerin des Jahres in einer Wiederaufnahme |
| - Brian Cox als Titus Andronicus in Titus Andronicus – Royal Shakespeare Company im Barbican Centre - Alun Armstrong als The Captain in The Father – National Theatre Cottesloe und als Barabas in The Jew of Malta – Royal Shakespeare Company im Barbican Centre - Antony Sher als Johnnie in Hello and Goodbye – Almeida Theatre und als Shylock in The Merchant of Venice – Royal Shakespeare Company im Barbican Centre - Tom Wilkinson als Dr. Tomas Stockmann in An Enemy of the People – Playhouse Theatre | - Harriet Walter als Dacha in A Question of Geography, als Masha Sergeyevna Kulygina in Three Sisters und als Viola in Twelfth Night – Royal Shakespeare Company im Barbican Centre - Estelle Kohler als Hester in Hello and Goodbye – Almeida Theatre und als Tamora in Titus Andronicus – Royal Shakespeare Company im Barbican Centre - Vanessa Redgrave als Nora Melody in A Touch of the Poet – Comedy Theatre - Imelda Staunton als Sonya Alexandrovna Serebryakova in Uncle Vanya – Vaudeville Theatre |
| Schauspieler des Jahres in einem neuen Schauspiel | Schauspielerin des Jahres in einem neuen Schauspiel |
| - David Haig als Second Lieutenant Ralph Clark in Our Country’s Good – Royal Court Theatre - Brian Cox als Paul Cash in Fashion – Royal Shakespeare Company im Barbican Centre - Alec Guinness als Andrey Botvinnik in A Walk in the Woods – Comedy Theatre - David Suchet als Joe Green in Separation – Comedy Theatre | - Pauline Collins als Shirley Valentine-Bradshaw in Shirley Valentine – Vaudeville Theatre - Gillian Barge als Melanie Klein in Mrs. Klein – National Theatre Cottesloe / Apollo Theatre - Saskia Reeves als Sarah Wise in Separation – Comedy Theatre - Penelope Wilton als Marion French in The Secret Rapture – National Theatre Lyttelton |
| Bester Hauptdarsteller Musical | Beste Hauptdarstellerin Musical |
| - Con O’Neill als Mickey in Blood Brothers – Albery Theatre - Bille Brown als Miss Gulch und als Wicked Witch of the West in The Wizard of Oz – Royal Shakespeare Company im Barbican Centre - Nickolas Grace als Dr. Pangloss/Voltaire in Candide – Old Vic Theatre - Mickey Rooney als Mickey Rooney in Sugar Babies – Savoy Theatre | - Patricia Routledge als Old Lady in Candide – Old Vic Theatre - Kiki Dee als Mrs. Johnstone in Blood Brothers – Albery Theatre - Ann Miller als Ann Miller in Sugar Babies – Savoy Theatre - Imelda Staunton als Dorothy Gale in The Wizard of Oz – Royal Shakespeare Company im Barbican Centre |
| Beste Comedy-Darbietung | |
| - Alex Jennings als Gloumov in Too Clever by Half – Old Vic Theatre - Kenneth Branagh als Celia in As You Like It – Phoenix Theatre - Lesley Sharp als Lipochka in A Family Affair – Donmar Warehouse - Sian Thomas als Vittoria in Countrymania – National Theatre Olivier | |
| Bester Nebendarsteller / Beste Nebendarstellerin | Bester Nachwuchskünstler / Beste Nachwuchskünstlerin |
| - Eileen Atkins als The Queen in Cymbeline, als Paulina in The Winter’s Tale – National Theatre Cottesloe und als Elderly Woman in Mountain Language – National Theatre Lyttelton - Rudi Davies als Sara Melody in A Touch of the Poet – Comedy Theatre - Serena Evans als Zoe in Henceforward – Vaudeville Theatre - Tony Haygarth als Trinculo in The Tempest – National Theatre Cottesloe | - Richard Jones als Regisseur von Too Clever by Half – Old Vic Theatre - Andrew Castell als Second Lieutenant James "Jimmy" Raleigh in Journey’s End – Whitehall Theatre - Alan Cumming als Slupianek in The Conquest of the South Pole – Royal Court Theatre - Tim Luscombe als Regisseur von Easy Virtue – Garrick Theatre, Harlequinade und The Browning Version – Royalty Theatre |
| Beste Regie | |
| - Deborah Warner für Titus Andronicus – Royal Shakespeare Company im Barbican Centre - Howard Davies für Cat on a Hot Tin Roof, The Secret Rapture – National Theatre Lyttelton und The Shaughraun – National Theatre Olivier - Max Stafford-Clark für Our Country’s Good und The Recruiting Officer – Royal Court Theatre - David Thacker für A Touch of the Poet – Comedy Theatre und An Enemy of the People – Playhouse Theatre                                                                                 | |
| Bestes Bühnenbild | |
| - Richard Hudson für Andromache, Bussy D’Ambois, Candide, One Way Pendulum, The Tempest und Too Clever by Half – Old Vic Theatre - William Dudley für Bartholomew Fair, Cat on a Hot Tin Roof, The Changeling, The Shaughraun und Waiting for Godot – National Theatre - Nick Ormerod für A Family Affair, Philoctetes und The Tempest – Donmar Warehouse - Mark Thompson für Measure for Measure und The Wizard of Oz – Royal Shakespeare Company im Barbican Centre                                              | |
| Herausragende Leistungen Ballett | Herausragende Leistungen Oper |
| - Ensemble des Kirow-Balletts – Royal Opera House - Christopher Bruce für die Choreografie und Koen Onzia in Cruel Garden and Swansong, London Festival Ballet – Sadler’s Wells Theatre - Cumbre Flamenca für ihre Ballettsaison – Sadler’s Wells Theatre - Hayden Griffin das Bühnenbild von Still Life at the Penguin Café – Royal Opera House - Arden Court and Shift, London Contemporary Dance Theatre – Sadler’s Wells Theatre - Weighing the Heart, Second Stride – Sadler’s Wells Theatre                  | - Leontina Vaduva in Manon, The Royal Opera – Royal Opera House - Billy Budd, English National Opera – London Coliseum - Falstaff, Welsh National Opera – Royal Opera House - Madama Butterfly, The Royal Opera – Royal Opera House - Stefanos Lazaridis für das Bühnenbild und David Pountney für die Produktion von Hänsel und Gretel, English National Opera – London Coliseum - Die Zauberflöte, English National Opera – London Coliseum                                                                 |
| Herausragende Leistungen | |
| - Stars in the Morning Sky, Maly Theatre – Riverside Studios - Nick Dear für die Adaption von A Family Affair, Cheek by Jowl – Donmar Warehouse - David Thacker als Regisseur von An Enemy of the People – Young Vic Theatre / Playhouse Theatre - Théâtre de Complicité für ihre Theatersaison – Almeida Theatre | |

## Sonderpreise
| Kategorie                         | Preisträger   |
| --------------------------------- | ------------- |
| Sonderpreis der Society of London | Alec Guinness |

## Statistik

### Mehrfache Nominierungen
- 4 Nominierungen: Candide and The Wizard of Oz
- 3 Nominierungen: A Family Affair, A Touch of the Poet, An Enemy of the People, Blood Brothers, Our Country’s Good, Separation, The Secret Rapture, Titus Andronicus and Too Clever by Half
- 2 Nominierungen: A Walk in the Woods, Cat on a Hot Tin Roof, Hello and Goodbye, Henceforward, Mrs. Klein, Shirley Valentine, Sugar Babies and The Shaughraun

### Mehrfache Gewinne
- 3 Gewinne: Candide and Too Clever by Half
- 2 Gewinne: Our Country’s Good, Shirley Valentine and Titus Andronicus